# Линь Ифу
Джастин Ифу Линь (кит. упр. 林毅夫, пиньинь Lín Yìfū, палл. Линь Ифу; англ. Justin Yifu Lin; род.15 октября 1952) — китайский экономист. Шеф-экономист Всемирного банка (июнь 2008 — июнь 2012).
MBA Национального университета Чжэнчжи (Тайбэй). Магистр (1982) Пекинского университета. Доктор философии (1986) Чикагского университета.
Работает в Пекинском университете (с 1987; профессор с 1993). Основатель и директор (с 1994) Китайского центра экономических исследований. В качестве приглашенного профессора работал в Калифорнийском университете (Лос-Анджелес), университете Дьюк.
Получил в КНР престижную премию имени Сунь Ефана. Член-корреспондент Британской академии (2010).

## Биография

### Тайваньский офицер
Родился в 1952 году в уезде Илань на Тайване. Вырос на Тайване в годы авторитарного правления партии Гоминьдан, жёстко подавлявшей оппозицию, но не препятствовавшей развитию свободной рыночной экономики.
Закончил Военную академию Китайской республики. В 1976 поступил в Национальный университет Чжэнчжи в Тайбэе по стипендии министерства обороны, в 1978 получил степень магистра делового администрирования и вернулся в армию.
В мае 1979 года 26-летний командир роты покинул расположение части на острове Цзиньмэнь, находящемся поблизости от китайской провинции Фуцзянь, и вплавь перебрался на материк. На Тайване остались беременная жена и трёхлетний ребёнок. В написанном через год письме оставшейся на Тайване семье Линь Ифу объяснял своё решение так: «исходя из моего культурного, исторического, политического, экономического и военного понимания, возвращение на родину является исторической необходимостью и оптимальным выбором».
Тайваньские военные долгое время числили Линь Ифу пропавшим без вести, жена получила $31 000 в качестве правительственного пособия. В 2000 году был выписан ордер на его арест по обвинению в дезертирстве, что карается пожизненным заключением. В 2002 году Линь Ифу подал прошение разрешить ему посетить Тайвань для похорон отца. Тайваньские власти дали разрешение, но приказ о его аресте за дезертирство не был отменён. В результате на похоронах его отца Линь Ифу представляла жена.

### Влиятельный экономист КНР
В первый же год своего пребывания на материке Линь Ифу поступил на экономический факультет Пекинского университета.
В 1980 году Пекинский университет посетил лауреат Нобелевской премии по экономике 1979 года Теодор Шульц, Линь Ифу переводил его выступления. Вернувшись в США, Шульц прислал Линь Ифу письмо с предложением продолжить экономическое образование в Чикагском университете.

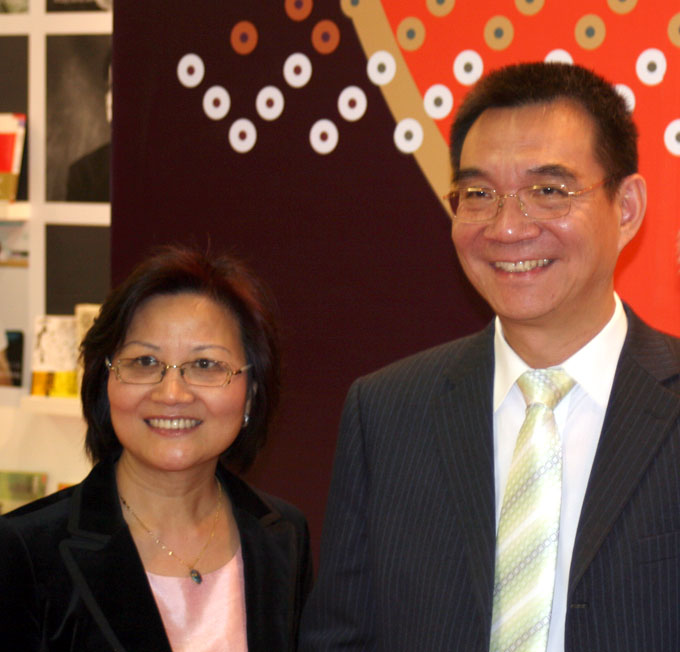
Джастин Ифу Линь и его жена (2009)

В 1982 году получил в Пекине степень магистра по специальности «политическая экономия» и отправился в Америку, куда к нему приехали жена и дети. В 1986 году получил степень доктора экономики Чикагского университета, после чего год провел в Центре экономического роста Йельского университета в качестве пост-докторанта. Линь Ифу выбирает темой своей докторской диссертации реформы в китайской деревне, обоснованно считая, что именно они определяли в те годы ход китайской модернизации.
В 1987 году занял пост заместителя директора одного из институтов при исследовательском центре Госсовета по развитию деревни. За короткий срок ученый вошёл в ряды наиболее влиятельных экономических советников китайского руководства. Линь Ифу получил престижные посты в общенациональных политических и общественных организациях. В начале 1990-х стал членом совещательного Народного политического консультативного совета Китая, в котором заседал четыре срока подряд. Был заместителем председателя комитета по экономике Всекитайского комитета НПКСК, а также заместителем председателя Всекитайской ассоциации промышленников и предпринимателей.
В 1994 году Линь Ифу вместе с другими специалистами, получившими образование за рубежом, создал при Пекинском университете Китайский центр экономических исследований. К тому времени власти КНР взяли курс на строительство «социалистической рыночной экономики», Центр стал одним из главных в стране «мозговых трестов».
В октябре 2007 года на Маршалловских лекциях в Кембриджском университете изложил свою концепцию экономического развития и перехода к рыночной экономике. Линь Ифу стал первым китайским ученым выступившим на Маршалловских лекциях.
Весной 2008 года избран депутатом Всекитайского собрания народных представителей 11-го созыва.
4 февраля 2008 года президент Всемирного банка Роберт Зеллик официально назначил профессора экономики Пекинского университета Линь Ифу главным экономистом и вице-президентом Всемирного банка.

## Роль в экономике
Сторонник реформ в КНР. Одним из первых заявил, что миллионы голодных смертей во время «Большого скачка» были вызваны не только неурожаями, но и ошибочной политикой государства.
Разрабатывал рекомендации по решению продовольственной, земельной и жилищной проблем, реформированию электроэнергетики и банковской сферы, условиям вступления в ВТО, монетарной политике, проблеме рабочих-мигрантов. Ввел два понятия институциональной экономики, широко используемых сегодня в китайских экономических кругах — «индуцированные институциональные изменения» и «насильственные институциональные изменения». Является одним из авторов программы «новая социалистическая деревня».
Один из инициаторов внедрения методов современной экономической теории в Китае и адаптации их к местным реалиям. Сделал доклад на Маршалловских лекциях «Развитие и переход: идея, стратегия и жизнеспособность»

## Основные произведения
- «Уроки перехода Китая к рыночной экономике» (The Lessons of China’s Transition to a Market Economy, 1996).
- «Институциональные реформы и динамика аграрного роста Китая» (Institutional Reforms and Dynamics of Agricultural Growth in China, 1997).
- Линь Ифу, Цай Фан, Ли Чжоу Китайское чудо: стратегия развития и экономическая реформа / Пер. с кит. — М.: ИДВ РАН, 2001.
- Джастин Йифу Лин Демистификация китайской экономики. — Мысль, 2013. — 379 с. : ил., табл. — ISBN 978-5-244-01168-5